# Marie-Gaianeh Mikaelian
Pour les articles homonymes, voir Mikaelian.
Marie-Gaïané Mikaelian, née le 3 mars 1984 à Lausanne, est une joueuse de tennis suisse d'origine arménienne, professionnelle de 2001 à 2006.
Des blessures à la cheville gauche et à l'épaule droite l'ont longtemps écartée des courts et l'ont finalement, après plusieurs opérations, forcée à mettre un terme à sa carrière.

## Biographie
Le 16 juin 2002, Marie-Gaïané Mikaelian remporte son premier et unique titre sur le Circuit WTA lors du tournoi de Tachkent, battant en finale la Biélorusse Tatiana Poutchek en deux sets (6-4, 6-4).

## Palmarès

### Titre en simple dames
| No | Date       | Nom et lieu du tournoi  | Catégorie | Dotation  | Surface    | Finaliste        | Score    |          |
| -- | ---------- | ----------------------- | --------- | --------- | ---------- | ---------------- | -------- | -------- |
| 1  | 10/06/2002 | Tashkent Open, Tachkent | Tier IV   | 140 000 $ | Dur (ext.) | Tatiana Poutchek | 6-4, 6-4 | Parcours |

### Finales en simple dames
| No | Date       | Nom et lieu du tournoi             | Catégorie | Dotation  | Surface         | Vainqueure     | Score         |          |
| -- | ---------- | ---------------------------------- | --------- | --------- | --------------- | -------------- | ------------- | -------- |
| 1  | 30/07/2001 | PreCon Open, Bâle                  | Tier IV   | 140 000 $ | Terre (ext.)    | Adriana Gerši  | 6-4, 6-1      | Parcours |
| 2  | 16/09/2002 | Challenge Bell, Québec             | Tier III  | 170 000 $ | Moquette (int.) | Elena Bovina   | 6-3, 6-4      | Parcours |
| 3  | 29/12/2002 | Uncle Tobys Hardcourts, Gold Coast | Tier III  | 170 000 $ | Dur (ext.)      | Nathalie Dechy | 6-3, 3-6, 6-3 | Parcours |

## Parcours en Grand Chelem

### En simple dames
| Année | Open d'Australie | Open d'Australie     | Internationaux de France | Internationaux de France | Wimbledon       | Wimbledon         | US Open         | US Open        |
| ----- | ---------------- | -------------------- | ------------------------ | ------------------------ | --------------- | ----------------- | --------------- | -------------- |
| 2001  | -                | -                    | -                        | -                        | -               | -                 | 1er tour (1/64) | Lilia Osterloh |
| 2002  | 1er tour (1/64)  | Magdalena Maleeva    | 2e tour (1/32)           | Francesca Schiavone      | 1er tour (1/64) | Maureen Drake     | 1er tour (1/64) | Anna Smashnova |
| 2003  | 1er tour (1/64)  | Emmanuelle Gagliardi | 2e tour (1/32)           | Serena Williams          | 2e tour (1/32)  | Jennifer Capriati | 2e tour (1/32)  | Saori Obata    |
| 2004  | 1er tour (1/64)  | Tatiana Golovin      | 1er tour (1/64)          | Maria Kirilenko          | 1er tour (1/64) | Venus Williams    | -               | -              |

À droite du résultat, l’ultime adversaire.

### En double dames
N'a jamais participé à un tableau final.

## Classements WTA en fin de saison

### En simple
| Année | 1999 | 2000 | 2001 | 2002 | 2003 | 2004 | 2005 | 2006 |
| Rang  | 255  | 339  | 78   | 44   | 66   | 144  | 233  | 936  |

Source : (en) « Classements de Marie-Gaianeh Mikaelian », sur le site officiel du WTA Tour

### En double
| Année | 2004 |
| Rang  | 840  |

Source : (en) « Classements de Marie-Gaianeh Mikaelian », sur le site officiel du WTA Tour